# François Van Campenhout

François Van Campenhout, Lithographie

François Van Campenhout, auch Frans Van Campenhout [vɑn ˈkɑmpənhʌu̯t] (* 5. Februar 1779 in Brüssel; † 24. April 1848 ebenda) war ein belgischer Opernsänger (Tenor), Dirigent und Komponist, der vor allem als Komponist der belgischen Nationalhymne, der Brabançonne, bekannt wurde.

## Leben
Als Sohn eines Wirtes geboren, zeigte sich früh seine musikalische Begabung. Er erhielt Violinunterricht beim bekannten Geiger und Komponisten Engelbert Pauwels. Mit 16 Jahren schlug er auf Wunsch seiner Eltern eine juristische Laufbahn ein, brach sie aber nach kurzer Zeit ab und wurde Aushilfsgeiger im Théâtre de la Monnaie. Auch dort hielt es ihn jedoch nicht lange, weil er sein stimmliches Potenzial erkannte.
Nebenbei schauspielerte er in der Amateurtruppe La Société de la Comédie bourgeoise, anfangs vorwiegend im leichten Genre. Als man in Brüssel auf ihn aufmerksam wurde, erhielt er auch dramatische Sängerrollen in Gent (Retoricatheater), Brüssel und Antwerpen. In Dalayracs Oper Azémia entdeckte man 1798 sein sängerisches Talent. Auch auf ausländischen Opernbühnen stellte sich Erfolg ein: Zwischen 1801 und 1828 sang er in Brest, Paris, Amsterdam (wo ihn am niederländischen Hof beschäftigte französische Komponisten Harmonie lehrten und wo er 1808 seine erste Oper Gratius ou le Château de Loewenstein schrieb), Den Haag, Rouen, Bordeaux und Lyon. Für das französische Publikum verzichtete er auf das Namenspräfix „Van“.
Auch als Komponist nahm man ihn wahr, und als sich 1828 die Sängerkarriere dem Ende neigte, verlegte sich Campenhout ganz aufs Komponieren. Sein Werk – bestehend aus mehreren Opern, Orchester- und geistlicher Musik – ist heute jedoch fast sämtlich vergessen.
Fast war er schon unterwegs nach Den Haag, wo man ihm einen Stuhl am Königlichen Konservatorium und die Leitung des Theaters der Königsresidenz anbot, als die Belgische Revolution ausbrach. Er lehnte zugunsten seiner Heimat ab, kämpfte er nicht auf den Barrikaden, aber er unterstützte die Revolution anderweitig: Zu einem vierstrophigen Lied des Dichters Jenneval schrieb er eine Melodie, die später als Brabançonne zur belgischen Nationalhymne werden sollte. Aber auch bei Wohltätigkeitsveranstaltungen für Kämpfer oder Verwundete saß er im Organisationskomitee. Wohin er kam, forderte man ihm auf, „seine“ Brabançonne zu singen, wodurch er schnell weiter an Popularität gewann.
Nach der Revolution, Anfang 1831, wäre Van Campenhout wegen seines Talents und seiner Erfahrung die Idealbesetzung für die Leitung des wiedereröffneten Théâtre de la Monnaie gewesen. Sechs Monate, die sich die Wiedereröffnung hinzog, reichten jedoch aus, ihn in Vergessenheit geraten zu lassen. Zweimal zog man ihm einen anderen Bewerber vor. Bald darauf war Van Campenhout ganz ohne Arbeit. 1835 erhielt er für seine musikalischen Leistungen zwar das Eiserne Kreuz, eine Goldmedaille und eine Diamantnadel, jedoch kein Geld. Erst auf Intervention von Félix Delhasse und einen Vorschlag von Charles Rogier hin wurde ihm 1845, knapp drei Jahre vor seinem Tod, eine Pension von 1.200 Francs gewährt.
Van Campenhout war Mitglied der Brüsseler Freimaurerloge Les Amis Philanthropes.